# Allenanthus
Allenanthus Standl.  é um género botânico pertencente à família Rubiaceae.

## Espécies
Apresenta duas espécies:
- Allenanthus erythrocarpus
- Allenanthus hondurensis